# パチスロひとり旅
『パチスロひとり旅』（パチスロひとりたび）は、原作・名波誠、作画・奥田渓竜により、『別冊パチスロパニック7』（当初は白夜書房、2012年4月からはガイドワークス刊）にて2000年3月から連載開始された漫画作品。2015年10月からは『パチスロひとり旅NEXT→』と改題されて2018年7月まで連載された。2001年には映画化もされた。

## 概要
元々は勤務先の会社を退職し、複数の消費者金融から借りた借金・647万円を抱えたまま無職になってしまった原作者の名波が、全国各地を自家用車で放浪しながらパチスロで生活費と借金返済のための原資を稼ぎ出す様子を描いた作品である。当初は名波が個人で開設していたホームページに日記形式で掲載していたものを漫画化した作品だった。
作品の人気は高く、本作以外にも名波のサラリーマン時代（1993年～1997年、647万円もの借金を作ってしまうに至った経緯）を描いた『パチスロひとり旅GOLD』（全3巻）と、放浪生活の開始からパチスロライターとしてデビューするまでの期間（1997年～2000年）の生活を描いた『パチスロひとり旅ホームレス』（全1巻）が『別冊パチスロパニック7』の関連誌である『パニック7ゴールド』（白夜書房刊）にて連載された。単行本の販売部数は2007年時点でシリーズ総計250万部を突破している。
名波は本作のヒットにより本格的なパチスロライターとなり、本作の印税や『パチスロ必勝ガイド』などのパチスロ情報誌からの原稿料など、パチスロでの収支以外にも多くの収入を得られるようになり、借金を2004年に完済した（単行本第6巻）。以降は、名波が岐阜県に居を構えながら自由に全国を旅打ちして回る話が主体となった。
また、名波は2005年に「パチスロで借金を完済した男」として『ノブナガ』（CBCテレビ）の電話コーナーに出演し、作中には載せなかった秘話などを話した。この出演については、放送前に雑誌などで告知されずに自身のホームページで情報を小さく載せる程度だった（放送後に雑誌のコラムで出演報告を行った）。2014年7月からは『パチスロひとり旅』の連載と並行して、DMM.comが運営するウェブサイト『DMMぱちタウン』におけるパチスロライターブログにて自身の旅打ちの様子を紹介する『名波誠のパチスロひとり旅 inぱちタウン』という連載を開始している。
2015年10月に発売された『別冊パチスロパニック7』2015年12月号から題名が『パチスロひとり旅NEXT→』と改題された。2017年11月には名波が名古屋市で行われたパチンコライター・栄華のイベントに参加し、栄華や貴方野チェロスと共にパチンコ店にまつわる貴重な写真をスライド形式で公開した。
2018年7月に発売された『別冊パチスロパニック7』2018年9月号において、2000年3月に発売された『別冊パチスロパニック7』2000年5月号（同誌創刊号）から開始されて18年間続いた連載が終了した。連載終了後は、2019年2月に発売された『別冊パチスロパニック7』2019年4月号にて『パチスロひとり旅』の題名で読み切りの新作が掲載されたのを最初として、以降も不定期で読み切りや短期集中連載の形式で『別冊パチスロパニック7』に新作が掲載されている。なお、連載終了後も『DMMぱちタウン』における『名波誠のパチスロひとり旅 inぱちタウン』の連載は継続されている。
2022年4月からは『DMMぱちタウン』のYouTubeチャンネル「DMMぱちタウンch」にて、元の漫画に音声を付けた形で再構成したモーションコミック（漫画動画）による『パチスロひとり旅』の配信が開始された。同年8月からはガイドワークスが運営するYouTubeチャンネル「パチンコパチスロ漫画動画チャンネル」にてモーションコミックによる『パチスロひとり旅ホームレス』の配信が開始され、同作は同年11月に完結した。同年12月からは「パチンコパチスロ漫画動画チャンネル」にてモーションコミックによる『パチスロひとり旅GOLD』の配信が開始され、同作は2023年8月に完結した。その『パチスロひとり旅GOLD』の後続として2023年8月から「パチンコパチスロ漫画動画チャンネル」にてモーションコミックによる『パチスロひとり旅』のセレクションの配信が開始され、現在は『パチスロひとり旅』のセレクションの新編が週に1話ずつ配信されている。

## 登場人物
名波誠（ななみ まこと）
原作者本人で主人公。1969年に北海道岩見沢市に生まれる。立命館大学経営学部を卒業後、バブル崩壊直後の証券会社に入社するが、「自爆営業」などのために巨額の借金を作って退社し、その借金返済のための旅打ち生活の様子を自身のホームページに公開するようになる。パチスロによる収支を全てノートに記録するなど、従来のパチスロ漫画の主人公とは一線を画する几帳面な性格の持ち主である。

## 脚色
作品の内容は基本的に実話を基にしているが、漫画化にあたりいくつか設定が変更されている部分があるため、完全な実録漫画ではない。以下に公式に明らかにされている代表的な違いを挙げる。
- 作中での名波は必ずスーツ姿だが、実際にはスーツを着てパチスロを打つことはほとんどない。
- 作中では主にトヨタ・カルディナを愛車としているが、実際に乗っているのは全く別の車種である。

## 単行本
『パチスロひとり旅』全16巻
1. 2001年3月17日 ISBN 978-4-89-367695-5
2. 2001年12月17日 ISBN 978-4-89-367750-1
3. 2002年10月31日 ISBN 978-4-89-367820-1
4. 2003年8月8日 ISBN 978-4-89-367888-1
5. 2004年10月10日 ISBN 978-4-89-367965-9
6. 2005年7月22日 ISBN 978-4-86-191051-7
7. 2006年8月4日 ISBN 978-4-86-191197-2
8. 2007年9月7日 ISBN 978-4-86-191313-6
9. 2008年6月10日 ISBN 978-4-86-191426-3
10. 2009年9月26日 ISBN 978-4-86-191540-6
11. 2010年7月23日 ISBN 978-4-86-191645-8
12. 2011年8月26日 ISBN 978-4-86-191789-9
13. 2013年1月19日 ISBN 978-4-90-693645-8
14. 2013年10月26日 ISBN 978-4-86-535020-3
15. 2014年10月25日 ISBN 978-4-86-535155-2
16. 2015年9月26日 ISBN 978-4-86-535292-4

『パチスロひとり旅NEXT→』
1. 2017年4月26日 ISBN 978-4-86-535542-0
2. 2020年8月7日[1]
3. 2021年11月26日
4. 2022年7月26日

『パチスロひとり旅GOLD』全3巻
1. 2003年9月19日 ISBN 978-4-89-367892-8
2. 2004年10月1日 ISBN 978-4-89-367973-4
3. 2005年8月19日 ISBN 978-4-86-191061-6

『パチスロひとり旅ホームレス』全1巻
1. 2006年10月13日 ISBN 978-4-86-191210-8

『パチスロひとり旅 放浪10年譜』
1. 2007年8月7日 ISBN 978-4-86-191292-4

『パチスロひとり旅 怒涛の借金返済編―借金647万円をパチスロで完済した旅人の履歴』
1. 2008年4月10日 ISBN 978-4-86-191396-9

『パチスロひとり旅 1+2(個人不況返済編)』
1. 2010年2月26日 ISBN 978-4-86-191600-7

『パチスロひとり旅③+④ 島パチ&パラダイスタウン編』
1. 2010年7月9日 ISBN 978-4-86-191644-1

『パチスロひとり旅―勝てないパチンコ店は、3分でわかる 実践漫画編』
1. 2011年5月10日 ISBN 978-4-86-191754-7

『パチスロひとり旅―打つべき台はカウンター以外で決まるー名波誠の台選び』
1. 2012年8月7日 ISBN 978-4-90-693614-4

『パチスロひとり旅―借金647万円返済の旅 放浪2800日間の1800』
1. 2013年2月26日 ISBN 978-4-90-693650-2

『パチスロひとり旅 ～旅打ちB級グルメスペシャル～』
1. 2015年4月3日 ISBN 978-4-86-535223-8

## 映画
2001年10月27日公開。パル企画が映画化。
パチスロで稼いだ金で借金返済していく男の旅を描いたドラマ。監督は『ゴト師株式会社III』を手掛けた後藤大輔で、名波誠の実体験を基にした同名コミックを原作に後藤が脚色を加えている。DVからのキネコ作品。
2002年2月にVHSが発表されたものの、その後はDVD化もされずに長らく廃盤状態が続いていたが、2014年5月に発売された『パニック7ゴールド』（ガイドワークス刊）2014年7月号における付録DVDに作品全編が収録された。現在はYouTubeなどでレンタルで視聴が可能となっている。

### あらすじ
バブル崩壊後、サラ金から多額の借金を抱えてしまった元証券会社のエリート社員・名波誠は、今はボロボロの愛車で日本全国のパチンコ店を回りながら、パチスロで稼いだ金を返済に充てる日々を送っている。とある地方で、パチスロ店や健康ランドなど、行く先々で金髪の女・ハルナに度々出会う。ふとしたきっかけで行動を共にすることになった2人は、等価交換バカ出しと噂に聞く「パーラーベスト」へ向かったのだが…

### キャスト
- 名波誠：坂上忍
- 宗像ハルナ：諸岡ひとみ
- 矢代徹：岩城滉一
- 杉下マキ：浅見翔子
- 亀田優一：野中孝光
- 勝部：袴田裕幸
- 猿谷：花木芳明
- 宗像秀夫：宮嶋靖郁
- 宗像典子：山口友梨子
- 宗像秀一：鈴木庸平
- パーラーベスト店長：岩瀬裕二
- 修理工場の整備士：林勝巳
- タクシー運転手：鳰川大志
- 証券会社の営業課長：鳰川大志
- 職務質問の警官：茨田慎太郎
- パーラー扇会館の女の子：大川原清美
- 健康ランドの中年男：佐藤邦之
- 健康ランドの従業員：小峰雄帆
- サングラスの女：添田めぐみ
- ビーチフラッグの男：脇本泰治
- 真勝國之

### スタッフ
- 監督・脚色： 後藤大輔
- 製作：相原知朗、杉山伸広、張江肇、鈴木ワタル
- プロデューサー：上江州由二、木谷奈津子、大橋孝史
- 製作担当：緒方昌孝
- 撮影：吉賀一彰
- 原作：名波誠、作画：奥田渓竜（『パチスロひとり旅』、白夜書房刊）
- 撮影監督：吉賀一彰
- 編集：町ノゾム
- 録音助手：平島保
- 衣裳/スタイリスト：沢柳陽子
- 音楽：神津裕之
- スチール：米倉裕貴
- 音響効果：中山隆匡
- パチスロ指導：村上明
- 助監督：中西正茂
- 主題曲 / 主題歌：『For you』村田亮

### VHS
- 『パチスロひとり旅』（東映株式会社、2002年）

## モーションコミック（漫画動画）

### 声の出演
『パチスロひとり旅』
- 声優チーム：遠山春（株式会社Adroaig）

『パチスロひとり旅ホームレス』
- 名波誠：安齋龍太
- マキ：孫崎純
- その他：孫崎純、濱本大史、木梨成之

『パチスロひとり旅GOLD』
- 名波誠：安齋龍太
- マキ：孫崎純
- その他：上野翔、濱本大史、木梨成之

『パチスロひとり旅』（セレクション）
- 名波誠：安齋龍太
- その他：小船彰人、木梨成之、上野翔、 間瀬愛季

### スタッフ
『パチスロひとり旅』
- 動画制作チーム：ブイスト（代表：山田一真）

『パチスロひとり旅ホームレス』
- 動画制作：株式会社ランナバウト

『パチスロひとり旅GOLD』
- 動画制作：株式会社ランナバウト

『パチスロひとり旅』（セレクション）
- 動画制作：株式会社ランナバウト